# Carl Wahlund

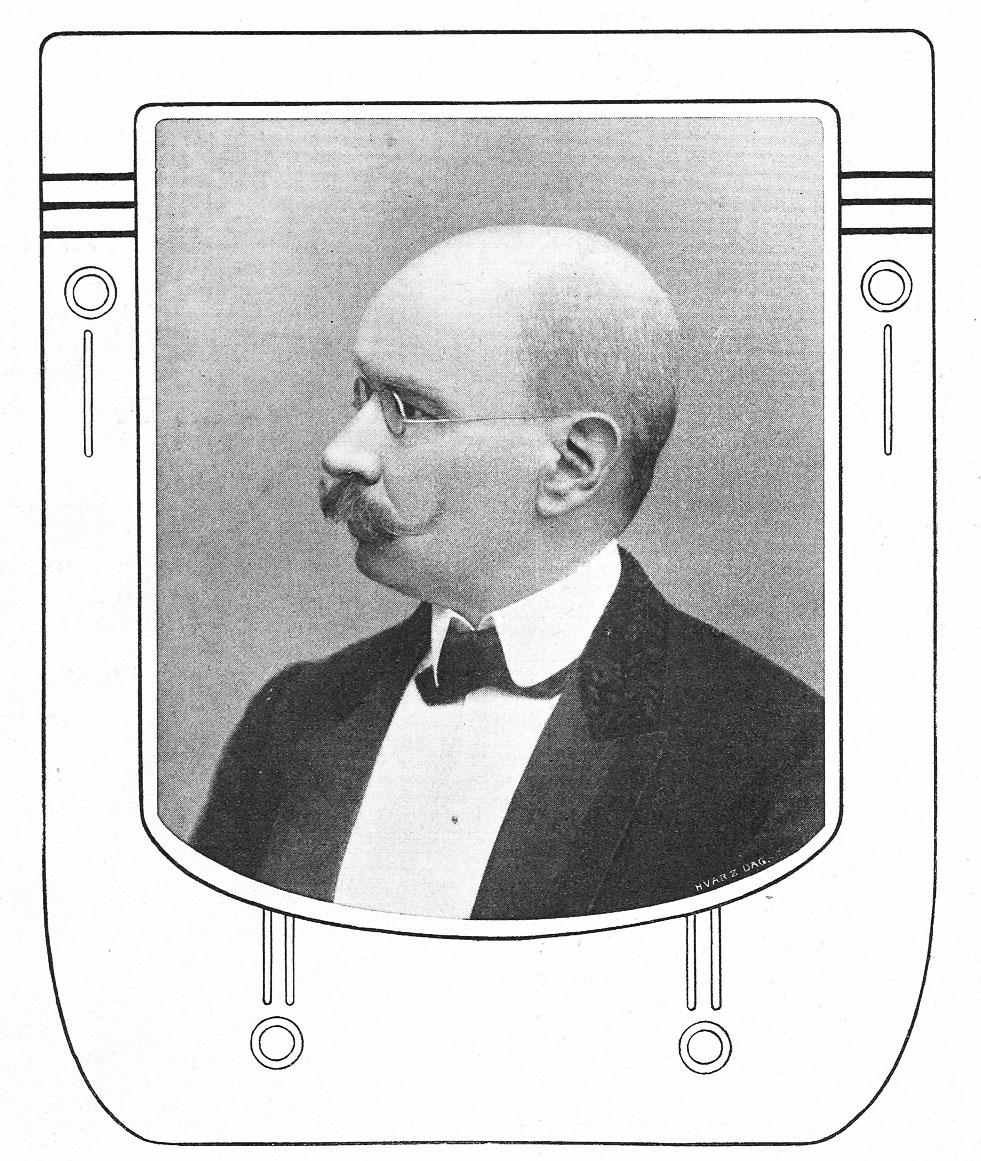
Carl Wahlund. Omslagsbild från Hvar 8 dag den 21 januari 1906 i samband med Wahlunds 60-årsdag.

Carl Vilhelm Wahlund, född den 7 januari 1846 i Kristinehamn, död den 23 april 1913 i Uppsala, var en svensk professor i romanska språk vid Uppsala universitet.

## Biografi
Wahlunds föräldrar var brukspatron Gustaf Wahlund och Sofia Vilhelmina Vester. Efter att ha genomgått högre allmänna läroverket i Örebro blev Wahlund student vid Uppsala universitet 1864. Då ägnade han sig åt studiet av de romanska språken och företog under det oroliga krigsåret 1870 en sexmånadersresa i Frankrike, Tyskland, England, Italien och Spanien. År 1873 avlade han filosofie kandidatexamen och blev två år senare graduerad och docent i franska språket. Dessförinnan hade han ånyo uppehållit sig en längre tid i Frankrike och följande år reste han åter dit samt vistades hela läsåret vid universitetet i Paris. Vid åtskilliga tillfällen representerade Wahlund Uppsala universitet i Frankrike såsom vid nya Sorbonnes invigning 1889, vid jubileerna vid Montpellier 1890, Caen 1890 och Lille 1895.
I Uppsala började han sin undervisningsverksamhet läsåret 1878–1879 dels som huvudlärare i franska vid högre allmänna läroverket för flickor, dels som föreståndare för universitetets romanska seminarium. Det senares övningar ledde han under flera läsår eller terminer, varjämte han vid olika tillfällen varit förordad att upprätthålla examinationen i romanska språk under ordinarie professors tjänstledighet. Han erhöll professors namn 1892.
Sin gård i Uppsala (Sankt Johannesgatan 12) testamenterade Wahlund till Uppsala universitet för att användas till de romanska studiernas fromma. Gården har av universitetet sålts till Kalmar nation för 40 000 kronor. Räntan på denna summa, den så kallade Wahlundska fonden, utgår som resestipendium eller understöd åt studerande i romanska språk vid universitetet.
Wahlund var president för Uppsalaavdelningen av Alliance française. Han stiftade Nyfilologiska sällskapet i Stockholm och var riddare av Nordstjärneorden och franska hederslegionen.

## Forskning
Wahlunds betydelsefulla insats i den romanska filologin är som del av den "nya nyfilologiska generationen" i slutet av 1890-talet, en generation som förde fram källkritik och metod. Liksom sina generationskamrater var han närmast en lärjunge till Gaston Paris. Paris hade tillägnat sig tyskarnas stränga vetenskaplighet. Allra påtagligast kommer kanske den moderna metoden till synes vid Wahlunds utgivning av forntexter. Wahlunds huvudverk på detta område är Les Enfances Vivien, en gammalfransk "chanson de geste", utgiven tillsammans med Feilitzen, samt de tre arbeten som hänför sig till diktningen om Sankt Brendan, Sankt Brendan, – Brendans Seefahrt (1897), en irländsk munk kring vilkens namn så småningom samlade sig ett från de mest olika håll härstammande legend- och sagostoff. Grundtemat är motivet om den västerut i havet belägna "Lycksalighetens ö" eller "Äppelön" Avalon. Det heterogena stoffet kristalliserade sig till ett slags äventyrs- och reseroman på latin i slutet av 1000-talet. Boken översattes till flera språk och torde ha medverkat till uppkomsten av de föreställningar och tankar som ledde till Amerikas upptäckt. Det är två av dessa översättningar, den gammalfranska och den provensalska, som Wahlund utgivit - brytande med den föregående normaliseringsprincipen med de olika huvudmanuskripten bredvid varandra.
Bland hans övriga talrika skrifter kan nämnas La belle Dame sans Mercy (1897), en dikt av en av Wahlund upptäckt kvinnlig fransk renässanspoet, Anne Malet de Graville, Über Anne Malet de Graville (1895), det lilla praktverket Sagan om rosen översatt i originalets versmått och illustrerad av Carl Larsson, Den heliga Birgitta tillskrifna 15 böner efter ett unikt manuskript i Nationalbiblioteket i Paris, vidare bibliografier om de gammalfranska så kallade "Strassburgerederna" och kataloger över provensalska bibliotek samt sitt eget storartade gammalfranska och provensalska bibliotek. Detta donerade han 1892 till Uppsala universitet jämte 30 000 kr i anslag till dess vidare förkovran. Dessutom fick biblioteket välja ut vad det ansåg önskvärt ur hans i hemmet förvarade boksamling (över vilken han samtidigt utgav en katalog), utländska korrespondens (117 kartonger), anteckningar och excerpt (152 kartonger). Bokdonationerna uppgick till omkring 6 500 band och broschyrer. De allmänt romanska, provensalska och franska avdelningarna av donationen är sammanhållna och bildar "Bibliothèque Wahlund".

## Övrigt
Carl Wahlund var bibliofil. Carl Larsson illustrerade en gång Wahlunds sammanträffande med Gånge-Rolf, byggt på för ändamålet särskilt upptäckta dokument, uppställda under tesen att Wahlund "af princip aldrig läser böcker af senare datum än 1200-talet". Tidskriften Hvar 8 dag tillägger: "Säkert är, att innehållet på professor Wahlunds bokhyllor var af minst lika sällsynta och utsökta årgångar som det i hans vinkällare".
Carl Wahlund är begravd på Uppsala gamla kyrkogård.